# Paulo Evaristo Arns
Paulo Evaristo Arns O.F.M. (Forquilhinha, 14 september 1921 – São Paulo, 14 december 2016) was een Braziliaans geestelijke en een kardinaal van de Rooms-Katholieke Kerk. Hij was een van de voornaamste vertegenwoordigers van de bevrijdingstheologie.
Arns werd geboren in een weinig bemiddeld, kroostrijk gezin van Duitse immigranten. Hij trad op 10 december 1943 in bij de orde van de franciscanen, waar hij op 30 november 1945 priester werd gewijd. Hij studeerde filosofie in Brazilië en onder meer klassieke talen aan de Sorbonne in Parijs.
Op 2 mei 1966 werd Arns benoemd tot hulpbisschop van São Paulo en tot titulair bisschop van Respecta. Zijn bisschopswijding vond plaats op 3 juli 1966. In 1968 woonde hij de bisschoppenconferentie van Latijns-Amerika in Medellín bij, waar hij zich schaarde achter de armen en de bevrijdingstheologie. Op 22 oktober 1970 volgde zijn benoeming tot aartsbisschop van São Paulo. Als wapenspreuk koos hij Ex spe in spem (Van hoop tot hoop). Als bisschop ageerde Arns tegen de rechtse militaire dictatuur in zijn land. In 1971 liet hij in alle kerken van zijn bisdom een aanklacht tegen de martelingen door het regime aanplakken. Hij eiste een onderzoek van de regering tegen deze praktijk. Hij ijverde voor een terugkeer naar de democratie. Verder verkocht hij het luxueuze bisschoppelijk paleis en zocht ander werk voor de bedienden die hij had geërfd van zijn voorganger. In 1989 werd dit grootste bisdom van Brazilië - overigens niet met zijn instemming - in vijven gesplitst. Sommigen zagen hierin een afstraffing van de te politiek geachte aartsbisschop.
Arns werd tijdens het consistorie van 5 maart 1973 kardinaal gecreëerd. Hij kreeg de rang van kardinaal-priester. Zijn titelkerk werd de Sant'Antonio da Padova in Via Tuscolana. Arns nam deel aan de conclaven van augustus 1978 en oktober 1978. Hij was niet meer gerechtigd tot deelname aan de conclaven van 2005 en 2013 vanwege overschrijding van de leeftijdsgrens (80 jaar).
In 1993 ontving Arns een eredoctoraat van de Radboud Universiteit Nijmegen. In de laudatio prees de universiteit hem om zijn tomeloze  optie voor de armen, de indianen en de favela's van zijn miljoenen-bisdom.. Hij was de vierde (en meest recente) kardinaal die in Nijmegen aldus werd onderscheiden.
Arns ging op 9 april 1998 met emeritaat.
Op 9 juli 2012, na het overlijden van Eugênio de Araújo Sales, werd Arns de kardinaal-protopriester van de Rooms-Katholieke Kerk.
Arns was een groot communicator. Hij sprak regelmatig op de radio zijn volk toe en hij schreef tientallen boeken.

## Trivia
- Zijn jongere zus Zilda Arns, een kinderarts, kwam op 12 januari 2010 om het leven bij de aardbeving die Haïti trof.
- Drie van zijn zussen legden religieuze geloften af en een broer werd ook franciscaan.
- Arns was de laatste nog levende kardinaal die benoemd was door paus Paulus VI.[5]

- Biblioteca Nacional de España: XX837663
- Bibliothèque nationale de France: cb12074471g (data)
- Digitale Bibliotheek voor de Nederlandse Letteren: arns002
- Gemeinsame Normdatei: 118761056
- International Standard Name Identifier: 0000 0001 2284 304X
- Library of Congress Control Number: n50002581
- Nationale Bibliotheek van Tsjechië: pna20211115954
- Nationale Bibliotheek van Israël: 987007462821005171
- Nederlandse Thesaurus van Auteursnamen: 069522081
- Istituto Centrale per il Catalogo Unico: CFIV119017
- Système universitaire de documentation: 029034248
- Virtual International Authority File: 115125092
- WorldCat: E39PCjrJgmQwGbkHkGVCdXgBT3